# Isfet (ägyptische Mythologie)
Isfet (zu dt. „Unrecht“ oder „Gewalt“) ist ein Begriff aus der altägyptischen Weltanschauung, welche von einer religiös, politisch und sozial gerichteten Doppeldeutigkeit (Dualismus) geprägt war. 

## Prinzip und Ideologie
Isfet galt als Gegenstück zur Maat (zu dt. „(Welt-)Ordnung“ oder „Harmonie“). Isfet und Maat bildeten in den Augen der Ägypter eine komplementäre, wenn auch paradoxe Dualität: das Eine konnte ohne das Andere nicht existieren. Ein ägyptischer Herrscher (Pharao) war angehalten, die Isfet zu vernichten, um die Maat zu „verwirklichen“, das heißt, er musste durch Rechtsprechung und Kultwahrungen für Ordnung und Harmonie sorgen. Das Prinzip der Gegensätzlichkeit zwischen Isfet und Maat wird beispielsweise in einer populären Erzählung aus dem Mittleren Reich, den „Klagen des Oasenmannes“, eindrucksvoll beschrieben:

„Wer die Lüge vernichtet, fördert die Maat,

wer das Gute fördert, macht das Böse zunichte,

wie Sattheit den Hunger vertreibt,

Kleidung den Nackten bedeckt,

wie der Himmel heiter ist nach heftigem Sturm.“

In den Augen der Alten Ägypter war die Welt mehrdeutig, das Handeln und Richten des gerechten Königs vereindeutlichte sie, indem er das Gute vom Bösen trennte. Erste religiöse Ausdrücke bezüglich des Antagonismus Isfet/Maat finden sich in den Pyramidentexten des Königs Unas (5. Dynastie, Altes Reich).